# ماكوتو كيتا
ماكوتو كيتا (باليابانية: 北 慎) (مواليد 30 مايو 1976)، هو لاعب كرة قدم سابق كان يلعب كمدافع.